# Tomás Ángeles Dauahare
Pour les articles homonymes, voir Angeles (homonymie).
Tomás Ángeles Dauahare, né le 8 novembre 1942 à Mexico, est un militaire mexicain qui a occupé différents postes au sein de plusieurs institutions. 

## Biographie
Tomás Ángeles Dauahare né le 8 novembre 1942 à Mexico. Il est le petit fils de Felipe Ángeles, un général ayant participé à la révolution mexicaine aux côtés de Pancho Villa.

### Carrière
Au cours de la présidence d'Ernesto Zedillo, Tomás Ángeles Dauahare est attaché militaire à l'ambassade du Mexique aux États-Unis et secrétaire particulier d'Enrique Cervantes Aguirre, le secrétaire à la Défense Nationale. Pendant la révolte au Chiapas il est le représentant de l'armée dans les dialogues de San Andrés, entre 1995 et 1996. D'autre part, il joue un rôle dans l'arrestation de José Gutiérrez Rebollo, un général de division corrompu.